# Adolf Rading

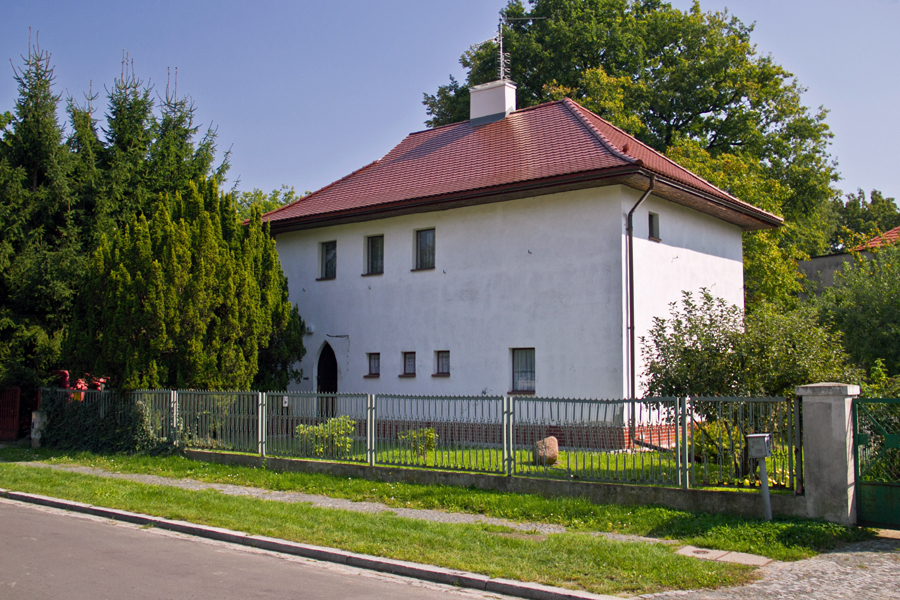
Dom własny Adolfa Radinga przy ul. Sochaczewskiej 4 we Wrocławiu

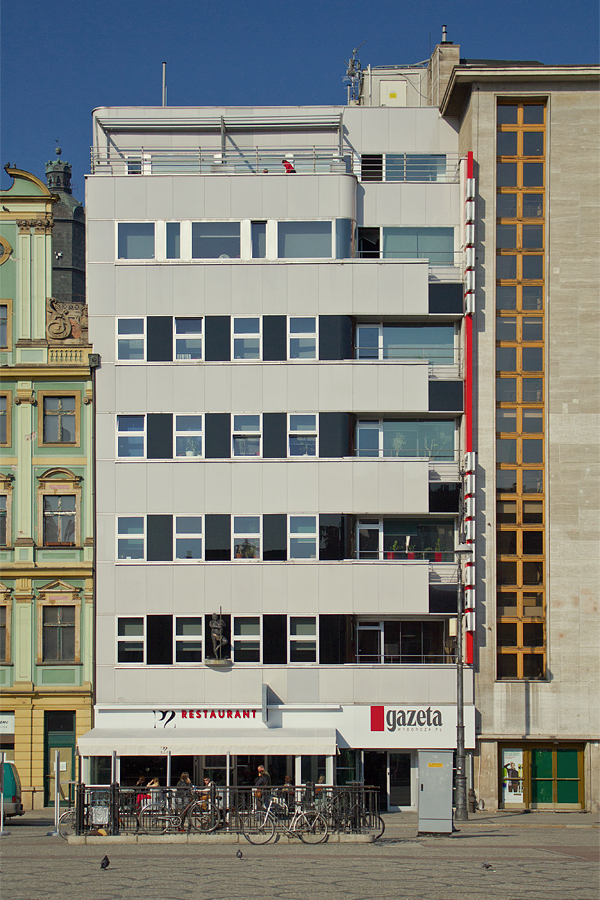
Redakcja Gazety Wyborczej we Wrocławiu, dawna apteka „Pod Murzynem”

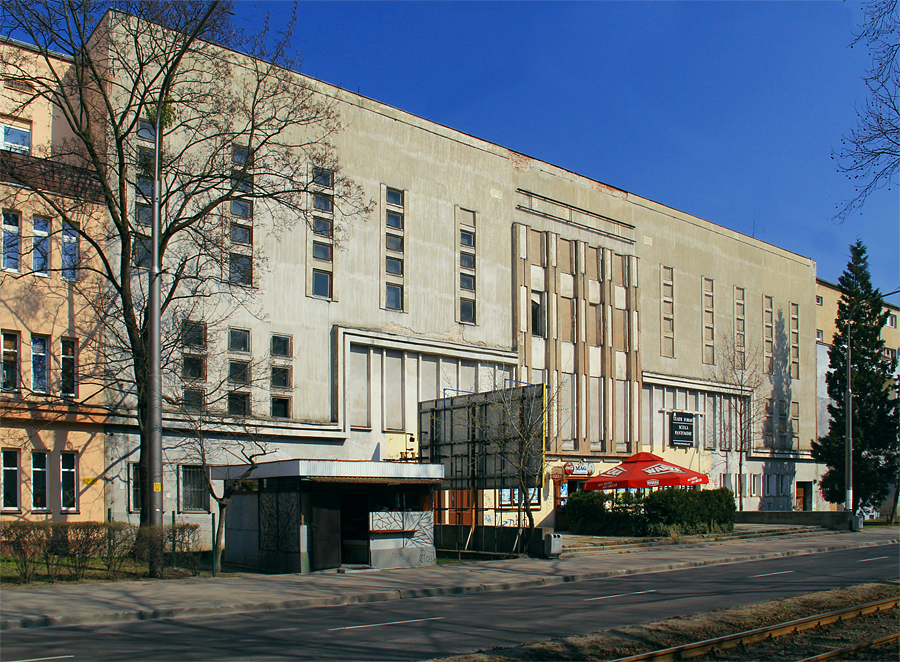
Loża Niezależnego Zakonu Odd Fellows, później kino „Lwów” we Wrocławiu

Adolf Peter Rading (ur. 2 marca 1888 w Berlinie, zm. 4 kwietnia 1957 w Londynie) – niemiecki architekt modernistyczny, działający także w Palestynie i Wielkiej Brytanii.

## Życiorys
Po studiach, które ukończył w 1908, był asystentem Augusta Endella (1871–1925), Alberta Gessnera (1868–1953) i Petera Behrensa (1868–1940). Od 1911 do wybuchu I wojny światowej pracował dla Endella, który stał się dla niego mentorem. Podczas wojny służył na froncie, a po jej zakończeniu przeniósł się do Wrocławia, gdzie pracował najpierw jako asystent Endella, a od 1923 jako wykładowca architektury w Państwowej Akademii Sztuki i Rzemiosła Artystycznego.
Od 1926 prowadził wspólne biuro z Hansem Scharounem w Berlinie.
Był członkiem Werkbundu i wziął udział w jego dwóch wystawach: w Stuttgarcie-Weißenhofie (1927) i we Wrocławiu-Dąbiu.
W 1933, kiedy władzę przejęli antysemicko nastawieni naziści, ze względu na żydowskie pochodzenie żony (Else Leschnitzer, córki właścicielki apteki „Pod Murzynem”), wyemigrował do Francji. W 1936 wyjechał do Palestyny, gdzie wraz z Curtem Reinschem (1892–1952) prowadził biuro architektoniczne, projektując prywatne domy mieszkalne. Od 1943 był doradcą ds. architektury w magistracie Hajfy, a od 1945 prowadził tamtejszy urząd urbanistyczny.
W 1950 ze względu na nasiloną wrogość do Niemców wyjechał do Wielkiej Brytanii, gdzie w 1952 przyjął obywatelstwo brytyjskie. W tym samym roku założył wraz z Fritzem Heinrichem Herrmannem (1898–1983) pracownię architektoniczną.

## Wybrane dzieła
- 1922 – dom własny we Wrocławiu przy ulicy Sochaczewskiej 4
- 1922-24 – domy szeregowe i wielorodzinne przy ul. Wandy, Słowiczej i Hallera we Wrocławiu
- 1925–1927 – loża Niezależnego Zakonu Odd Fellows we Wrocławiu
- 1925 – pierwsza przebudowa apteki „Pod Murzynem” we Wrocławiu
- 1927 – dom jednorodzinny na wystawie na wystawie mieszkaniowej Weißenhof w Stuttgarcie, rozebrany w 1956[1]
- 1927 - dworzec kolejowy w Sulikowie
- 1928 – druga przebudowa apteki „Pod Murzynem” na (obecnie redakcja „Gazety Wyborczej”), wspólnie z Hansem Leistikowem
- 1927 – dom jednorodzinny dr. Kriebla przy ulicy Lipińskiego 1 na Zalesiu we Wrocławiu
- 1929 – budynek wielorodzinny na wystawie „Mieszkanie i Miejsce Pracy” (WUWA) we Wrocławiu, pierwotnie planowany jako wieżowiec (obecnie akademik „Pancernik”)[1]
- 1929–1930 – dom dra Rabego w Zwenkau koło Lipska[2]
- 1930–1933 – dom wielorodzinny w Berlinie w dzielnicy Lichtenberg
- 1943–1950 – plan miasta Hajfa
- 1939 – dom Maurice'a Gerzona w Hajfie
- 1944 – fabryka perfum Maurice'a Gerzona w Hajfie